# Food Wars! Shokugeki no Soma
Food Wars! Shokugeki no Soma (jap. 食戟のソーマ, Shokugeki no Sōma) ist ein Gourmet-Manga von Yūto Tsukuda mit den Zeichnungen von Shun Saeki. Das Werk wurde als Hörspiel, Romanreihe, sowie auch als Anime adaptiert, einschließlich einer deutschen Fassung.

## Handlung
Sōma Yukihira ist ein 15-jähriger Junge, der gerade die Mittelstufe besucht hat. Seit seiner Kindheit ist es sein Traum, ein Vollzeit-Koch in dem Bistro seines Vaters, Yukihira, zu werden und seines Vaters Kochkünste zu übertreffen. Um sich mit seinem Vater zu messen, veranstalten sie für seine Freunde immer wieder kleine Kochduelle, welche der Vater immer für sich entscheidet. Aber gerade als Sōma die Mittelschule beendet hat, schließt sein Vater, Jōichirō Yukihira, das Restaurant, um in Europa zu kochen. Zunächst niedergeschlagen, wird Sōmas Kampfgeist durch eine Herausforderung seines Vaters neu entfacht. Sōma soll auf einer Elite-Kochschule Tōtsuki (遠月) bestehen, bei der nur 10 % der Schüler den Abschluss schaffen. Zunächst muss er dafür die Aufnahmeprüfung bestehen, deren Aufgabe ihm von einer hochklassigen Schülerin, Erina Nakiri, gestellt wird. Sie gehört zu den zehn besten Schülern, der sogenannten Zehner-Elite. Gegen ihren Widerstand, obwohl sein Gericht sie überzeugt, wird er schließlich an der Schule aufgenommen. Er macht sich zum Ziel, der beste Absolvent der Schule zu werden, da die meisten Schüler zwar aus hohem Hause kommen, aber noch nie Gäste bedient haben wie er. Damit zieht er die Missgunst seiner Mitschüler auf sich.
Im Unterricht kocht er mit Megumi Tadokoro zusammen, bei einem berüchtigt strengen Lehrer. Das Mädchen ist schüchtern und unsicher, doch obwohl ihre Mitschüler ihnen zunächst übel mitspielen, können sie mit Sōmas geübter und improvisationsreicher Kochkunst den Lehrer beeindrucken. Sōmas Unterkunft in dem weitläufigen und großzügigen Gelände der Akademie ist das Haus Polarstern, das seine besten Zeiten schon hinter sich hat. Hier wohnen acht weitere Schüler, darunter auch Megumi, außerdem der fröhliche und freizügige Satoshi Isshiki (一色 慧), der sich überraschend als weiteres Mitglied der Zehner-Elite herausstellt.
Als Sōma sich einem Club der Schule anschließen will, besucht er die Donburi-Gruppe. Die besteht jedoch nur aus dem Vorsitzenden Kanichi Konishi, da sich die Gruppe gegen Erina behaupten musste. Der Vorsitzende hatte sie zu einem Kochduell, einem Shokugeki, herausgefordert, da sie seinem Club das Budget derart gekürzt hatte, dass er sich nicht halten konnte. Das Duell soll vom „Meat Master“ Ikumi Mito (水戸 郁魅) ausgeführt werden, Erina will hier ihren eigenen Club einziehen lassen. Sōma ist von ihrem Verhalten entsetzt, von einem Kochduell begeistert und tritt daher an Stelle des Vorsitzenden an. Mit seinem Rezept, das er mit billigem Fleisch, aber mit Beachtung jeder Zutat bereitet, kann er die für ihre Fleischgerichte berühmte Mito besiegen.
Bald darauf fahren alle Schüler für einige Tage in ein Hotel, das von der Schule und deren Absolventen betrieben wird. Dort werden ihnen von den ehemaligen Schülern herausfordernde Aufgaben gestellt. Wer diese nicht besteht, wird der Schule verwiesen. Den Mitbewohnern aus dem Haus Polarstern gelingt es zunächst, die Aufgaben zu bestehen. Die unsichere Megumi verdankt dies vor allem Sōma, mit dem sie für die erste Aufgabe eine Gruppe bildet. Doch bei der zweiten wandelt sie das Rezept ab, um einen überreifen Kohl doch noch genießbar zu machen. Obwohl ihr das gelingt, soll sie wegen der Änderung des Rezepts die Schule verlassen. Sōma will das nicht zulassen und fordert ein Shokugeki gegen den Absolventen – den bekannten Koch Kojirō Shinomiya. Dieses müssen dann beide gemeinsam bestehen, Sōma darf Megumi dabei nur wenig behilflich sein. Letztlich können sie vor der Jury aus Absolventen zwar nicht gegenüber ihrem berühmten Gegner bestehen, doch ist das Gericht so liebevoll gemacht, dass sie auch nicht die Schule verlassen müssen.
Als letzte Aufgabe wird den Schülern aufgetragen, ein Frühstücksbuffet für die Mitarbeiter des Hotels und deren Angehörige zu bereiten. Seine Freunde und vor allem Erina sind erfolgreich, doch Sōmas Idee stellt sich zunächst als Fehlschlag heraus. Die Soufflés fallen zusammen, bevor die Gäste sie verspeisen. Gerade noch rechtzeitig besinnt er sich, sie für jeden frisch zuzubereiten und dabei das Kochen vor den Wartenden zu inszenieren, anstatt das Gericht vorzubereiten und stehen zu lassen. So kann er gemeinsam mit den Anderen die Exkursion erfolgreich abschließen. Als sie zurückgekehrt sind, erhält Sōma Besuch von seinem Vater. Dieser erzählt, dass er selbst einmal auf der Schule und in der Zehner-Elite gewesen sei. Die Schüler sind beeindruckt und Sōma will seinen Vater unbedingt übertreffen, indem er den Platz 1 der Elite erreicht.
Nach der Exkursion folgt bald die Golden Week und damit die Gelegenheit für alle Schüler, nach Hause zu fahren. Sōma öffnet für kurze Zeit die familiäre Gaststätte. Doch der kleinen Einkaufsstraße geht es schlecht, da in der Nähe eine Einkaufspassage eröffnete, in der ein Laden mit besonders leckerem Frittiertem die Kunden anlockt. Er fordert die Geschäftsführerin heraus und mit der Hilfe seiner Schulfreundin und Ikumi Mitos gelingt ihm, ein für die Einkaufsstraße perfektes frittiertes Gericht zu kreieren, das wieder Kunden anlockt. Zurück in der Schule, steht die Neubesetzung der Zehner-Elite an. Dies geschieht durch einen Wettbewerb, zu dem auch Sōma und einige seiner Mitschüler aus dem Wohnheim eingeladen sind – ebenso Megumi, Ikumi, Erinas rechte Hand Hisako sowie die Gebrüder Aldini, die sich als Sōmas Rivalen sehen. Aufgeteilt in zwei Gruppen sollen die Kandidaten ein Curry-Gericht für eine prominent besetzte Jury kochen.
Noch in der Vorbereitungszeit für den Wettbewerb trifft Sōma Akira Hayama (葉山 アキラ), den Assistenten einer Lehrerin. Er stammt aus Indien und kennt sich mit Gewürzen und Curry aus, wie kaum ein anderer – im Gegensatz zu Sōma, der nie aus der elterlichen Gaststätte herausgekommen ist. Sōma ist von der Begegnung inspiriert. Am Tag des Wettbewerbs scheitern viele der Teilnehmer an der strengen Jury. Doch kann es Megumi in ihrer Gruppe unter die ersten Fünf schaffen, ebenso Hisako. In Sōmas Gruppe kommt Akira an die Spitze und Sōma wird zweiter, jedoch nur mit einem Punkt Abstand. Dem Vorentscheid, in dem insgesamt 8 Teilnehmer weiterkommen, folgt das Finale, in dem die Aufrücker in die Zehner-Elite bestimmt werden. Hier schafft es Sōma schließlich bis ins Finale, das er gegen Akira und Ryō Kurokiba – der sich auf Meeresfrüchte spezialisiert hat – bestreitet. Gegen die Erfahrung der beiden muss er mit besonders großem Einfallsreichtum aufwarten. Dennoch gewinnt Akira, da dessen Gericht eine wahre Spezialität ist, die den Charakter des Kochs zeigt. Also nimmt Sōma sich vor, sich zu verbessern, um ebensolche Spezialitäten schaffen zu können.
In der Zeit nach dem Wettbewerb steht ein Praktikum an, das die Schüler der ersten Stufe absolvieren müssen. Sōma kommt zunächst mit Erinas Assistentin Hisako Arato in ein Restaurant, das vor allem von Pendlern besucht wird. Sie bestehen das Praktikum, indem sie nicht nur den Arbeitsdruck durch die eiligen Pendler überstehen, sondern der Gaststätte mit Tischreservierungen auch eine Perspektive geben, wieder ihre Stammkundschaft bedienen zu können. Danach kommt Sōma als Praktikant in das neu eröffnende französische Restaurant von Kojirō Shinomiya in Tokio. Dieser ist nach der letzten Begegnung mit Sōma und Megumi freundlicher und nicht mehr so strikt. Dennoch hat es Sōma zunächst schwer, mit dem Arbeitstempo der anderen mitzukommen. Trotz allem ist er fleißig und neugierig, sodass es ihm gelingt, in einer Woche viele Handgriffe zu lernen, sodass er am Schluss auch ein eigenes, von der französischen Küche inspiriertes Gericht kreieren kann.
Zurück in der Schule steht das Schulfest an, zu dem jeder einen eigenen Stand eröffnen kann. Sōma ist begeistert und will sich sogleich mit Terunori Kuga aus der Zehner-Elite messen. Dieser versprach Sōma ein Shokugeki gegen ihn, wenn er Kuga auf dem Schulfest schlägt. Sehr bald muss Sōma jedoch feststellen, dass das Schulfest der Tōtsuki in einem derart großen Maßstab stattfindet, dass er den Stand nicht allein bewältigen kann. Darüber hinaus hat er sich gegenüber Kugas beliebtem und bekannten Stand für Sichuan-Küche aufgestellt und will ihn mit chinesischem Essen schlagen. Macht Sōma auf dem Fest Verluste, was ihm am ersten Tag auch widerfährt, muss er die Schule verlassen. So überlegt er sich für jeden weiteren Tag eine neue Speise mit ähnlichen Zutaten. Am Ende baut er den Stand mit festlicher Beleuchtung aus und bekommt Hilfe von all seinen Freunden und früheren Rivalen. So kann er zumindest am letzten Tag Kuga schlagen, auch wenn dieser für das ganze Fest noch immer gewinnt.
Am Ende des Festes besucht Sōma die Stände von anderen Mitgliedern der Zehner-Elite: dem Platz 1 Eishi Tsukasa und Erina – und ist von deren Kochkunst beeindruckt. Bei Erina taucht plötzlich ihr Vater Azami Nakiri auf, der von der Schule verbannt wurde. Er verkündet, dass die Mehrheit der Zehner-Elite beschlossen hat, ihm die Schulleitung zu übertragen. Geschockt und ohne Handhabe dagegen muss der Rest des Zehnerrats und viele Schüler und Lehrer der Tōtsuki-Akademie die Machtübernahme hinnehmen. Erinas Großvater gibt seinen Platz daraufhin widerwillig an seinen Schwiegersohn ab. Heimlich bittet er Sōma, die Schule und seine Enkelin Erina zu beschützen.
Azami Nakiri will die Schule in seinem Sinne reformieren: Alle Clubs werden aufgelöst und es soll ausschließlich nach vorgegebenen Rezepten gekocht werden, damit jeder Schüler und jede Schülerin die gewollte Perfektion erreichen kann. Der Lehrplan wird von der Zehner-Elite und deren Umfeld, die nun Central genannt werden, vorgegeben. Außerdem will Azami Nakiri seine Tochter wieder unter seine Kontrolle bringen und so erziehen, dass sie jedes nicht perfekte Gericht verschmäht und deren Koch verachtet. Die Clubs wollen sich in Shokugekis gegen ihre Auflösung wehren, doch beim ersten Wettkampf wird die Jury von Central bestochen. Sōma lässt sich davon nicht abbringen und tritt zu einem Shokugeki an, um das von der Auflösung bedrohte Polarstern-Wohnheim zu retten. Er kocht so herausragend, dass die Jury nicht anders kann, als ihn zum Gewinner zu erklären. Daraufhin lässt Satoshi Isshiki erklären, dass Central nun alle Shokugeki zu Clubs annehmen wird und diese fair verlaufen sollen. Dafür wird Isshiki aus der Zehner-Elite ausgeschlossen, doch Central muss sich an diese Regel halten.
Viele Clubs verlieren auch in den fairen Wettkämpfen, doch manche können siegen. Darunter Ryō Kurokiba für Alice Nakiri, die Azami Nakiri hasst, da er ihren Kontakt zu ihrer Cousine Erina unterbunden hat. Erina wurde währenddessen im Polarstern-Wohnheim vor ihrem Vater in Sicherheit gebracht. Während die Wettkämpfe laufen, trifft Sōma auf Eishi und tritt in einem inoffiziellen Duell gegen ihn an, das Sōma verliert. Zwar bleibt das ohne Konsequenzen, zeigt Sōma aber, dass er noch viel lernen muss, um gegen Central anzukommen. Außerdem erfahren er und seine Freunde, dass es Centrals Ziel ist, nach der Umgestaltung von Tōtsuki auch alle Gaststätten mit einfacher Küche und für die breite Masse in Japan schließen zu lassen, damit es nur noch Feinkost-Restaurants gibt. Das würde auch Sōmas und Megumis Familien treffen.
Bald darauf steht die Versetzungsprüfung an, bei der die Schulleitung alle „Rebellen“ von der Schule ausschließen soll. Die gesamte Schülerschaft begibt sich auf eine Reise durch Hokkaidō, wo an verschiedenen Stationen jeder Schüler Prüfungen absolvieren soll. Die Rebellen des Wohnheims Polarstern und ihre Freunde schwören sich, gemeinsam alle Prüfungen zu bestehen. Trotz aller Bemühungen von Central, es ihnen so schwer wie möglich zu machen, bestehen alle die erste Runde der Prüfungen. Für die zweite werden sie aufgeteilt. Sōma, Erina, Megumi und Takumi Aldini bleiben zusammen und können all ihre Duelle mit Vertretern der neuen Zehner-Elite bestehen – Sōma gegen Akira, der sich Central angeschlossen hatte, um seine Forschungsgruppe zu retten, dabei aber seine Seele als Koch verlor. Danach müssen die vier aber feststellen, dass alle anderen verloren haben. Sie treffen im Zug auf Sōmas Vater und Erinas Großvater, von denen sie die Geschichte der Schulzeit von Jōichiro Yukihira und Azami Nakiri an der Tōtsuki erfahren. Beide waren befreundet und Azami hat den enorm erfolgreichen Jōichiro stets bewundert. Doch nachdem Jōichiro von allen in ihn gesetzten Erwartungen zusammenbrach, die Schule verließ und die Kochkunst für einige Zeit aufgab, was Azami enttäuschte und schließlich abstieß, will er nun die Schule und die gesamte kulinarische Welt nach seinen Vorstellungen gestalten. Die Freunde beschließen, ihre Kameraden zu retten und fordern gemeinsam mit Jōichiro Azami Nakiri und Central zum Gruppen-Shokugeki heraus. Dieses findet als letzte Prüfung statt und soll über den Verbleib der Rebellen an der Schule entscheiden – ebenso darüber, ob Sōmas Freunde die Zehner-Elite neu besetzen können. Jōichiro setzt dagegen die weitere Existenz seiner Kneipe und seine Gefolgschaft zu Azami.
Zum Gruppen-Shokugeki tritt für Central die Zehner-Elite an, die vom Rest der Schule angefeuert wird. Sōma konnte für seine Seite die aus der Zehner-Elite Verstoßenen gewinnen – unter ihnen Satoshi Isshiki. Dieser gewinnt gemeinsam mit Sōma und ihrem dritten Verbündeten die erste von drei Runden gegen Central, durch ihren Einfallsreichtum und ihre Anpassungsfähigkeit im Gegensatz zur traditionellen, konservativen Kochkunst der Zehner-Elite.

## Charaktere

### Sōma Yukihira
Sōma Yukihira (幸平 創真) ist der Protagonist von Shokugeki no Sōma. Er ist der Sohn von Jōichirō Yukihira, welcher der Inhaber des Restaurants Yukihira ist. Sōma ist 15 Jahre alt, hat gelbe Augen und rotes stacheliges Haar. Eine senkrechte Narbe ziert seine linke Augenbraue. Sōma ist ein optimistischer junger Koch, der den starken Drang hat, seine Fertigkeiten im Kochen zu verbessern und das Restaurant seines Vaters eines Tages zu übernehmen. Mit seinem Vater bestritt er schon beinahe 500 Kochduelle. Er ist sehr überzeugt von seinen Fähigkeiten, wobei er immer nach neuen Herausforderungen sucht, um seine Fähigkeiten unter Beweis zu stellen und die Grenzen seiner Kochkunst zu prüfen. Dies ist einer der Gründe, wegen derer Sōma sich immer in sehr schwierigen Situationen wiederfindet. Jedoch bleibt er immer ruhig und gelassen, läuft nie vor einer Herausforderung davon und verbessert so weiter seine Kochkünste. Auch ist Sōma flexibel und innovativ, wodurch er nicht an gewöhnliche Prozeduren des Kochens gebunden ist, was es ihm ermöglicht, unglaubliche Gerichte zu kreieren. Oft geht er aber auch große Risiken ein, die seine gesamte Karriere als Koch gefährden. Sōma hat keine Angst davor zuzugeben, dass sein Gegner besser ist als er, auch weiß er, dass er nicht perfekt ist. Sōmas selbst gesetztes Ziel ist es, ein besserer Koch als sein Vater zu werden, er sieht jede Niederlage als Ansporn, besser zu werden. Aufgrund seiner Rede bei der Aufnahme an der Tōtsuki sind ihm viele seiner Mitschüler feindlich gesinnt, eigentlich ist Sōma aber eine sehr freundliche Person und knüpft schnell Freundschaften an der Tōtsuki. Auch gegenüber seinen Rivalen Takumi Aldini, Alice Nakiri und Erina Nakiri, Ryo Korokiba und Akira Hayama, ist Sōma sehr gelassen und freundlich. Auch wenn er beleidigt wird, erwidert Sōma dies nie. Bei einem Sieg erfreut er sich nicht an des anderen Niederlage, sondern hilft seinem Gegner, ein besserer Koch zu werden.

### Erina Nakiri
Erina Nakiri (薙切 えりな) ist eine der Hauptfiguren und eine Rivalin von Yukihira Sōma. Sie besetzt den zehnten Platz der Zehnerelite der Totsuki und besitzt neben einem profunden Wissen über Gerichte aus aller Welt auch den besten Gaumen auf der Welt, weshalb sie auch „Gottes Zunge“ (神の舌), genannt wird. Erina hat rosa Augen und lange orange Haare, welche bis knapp unter ihren Rücken reichen. Sie gilt für die meisten Schüler in Totsuki als äußerst attraktiv und hat eine Vielzahl an Fans. Sie trägt stets die Totsuki-Uniform und, wenn sie kocht, eine weiße Standarduniform. Erina ist äußerst privilegiert und sehr verwöhnt, was an ihrem hohen Status und ihrer seltenen Fähigkeit, „Gottes Zunge“, liegt. Trotz ihres Alters ist sie eine prominente Figur in der kulinarischen Welt und wird oft ein Kochwunderkind genannt. Ihre Kochkunst ist mit den meisten professionellen Köchen auf Augenhöhe, wenn nicht sogar besser. Mit der Hilfe ihrer Zunge hat sie vielen Köchen den Ruf ruiniert, da nur sehr erhabene Gerichte ihrem Gaumen munden und ein nicht zufriedenstellendes Gericht den Koch als unfähig darstellt. Ihr Name allein genügt, um innerhalb von Sekunden eine Vielzahl von Hobbyköchen in Angst und Schrecken zu versetzen. Gleichzeitig genießt Erina eine Menge Einfluss aufgrund ihrer unglaublichen Fähigkeiten. Erinas Erziehung, in der sie nur das Beste der kulinarischen Welt vorgesetzt bekam, führte zu ihrer sehr stolzen Art und ihrer Überzeugung, dass sie das Beste sei, was die Totsuki zu bieten hat. Da sie seit ihrer Kindheit nur die hochwertigsten Gerichte vorgesetzt bekam, macht sie oft voreilige Urteile, ohne das Gericht probiert zu haben, und rechtfertigt das, indem sie das Gericht als nicht würdig betitelt. Selbst wenn solche Gerichte ihr schmecken, bestreitet Erina dies. Ihr Titel ist ihr äußerst wichtig und sie ist stolz auf ihren Status, weshalb sie diese gerne vor ihren Klassenkameraden zur Schau stellt, vor allem vor ihrem Rivalen Sōma. Dennoch ist Erina mehr als bereit, sich Meinungen sowie Ratschläge anderer anzuhören, und ist meist sogar sehr höflich. Durch den Luxus, in dem Erina aufgewachsen ist, hat sie Schwierigkeiten mit Alltags-Aktivitäten: so hat sie keine Vorstellung davon, wo sie sich Kleidung kaufen kann, da dies Hisako immer für sie übernimmt.

### Megumi Tadokoro
Megumi Tadokoro (田所 恵) ist 15 Jahre alt, eine der Hauptfiguren in Shokugeki no Sōma und auf die Hausmannskost Nordjapans spezialisiert. Megumi hat lange blauschwarze Haare mit zwei geflochtenen Zöpfen und trägt eine blumenförmige Haarnadel auf der rechten Seite von ihrem Haar. Sie hat gelb gefärbte Augen und eine zierliche Körperfigur. Sie trägt die Standard-Totsuki-Uniform und ihre Kochuniform ist in einem schlichten Weiß gehalten. Megumi ist ein unbeholfenes, nachdenkliches, sehr ängstliches, jedoch auch freundliches und ehrliches Mädchen, welches immer in einem höflichen Ton spricht. Sie ist die Art von Person, welche immer willens ist, anderen in irgendeiner Art und Weise zu helfen. Megumi kocht für die Gäste, damit diese sich wohlfühlen, und dies bringt sie mit ihren Gerichten zum Ausdruck. Durch ihr Kochen zog sie sogar den kalten Kojiro Shinomiya in nostalgische Kindheitserinnerungen. Ihr Wunsch ist es, als Spitzenköchin und Totsuki-Absolventin nach Hause zu ihrem Heimatdorf zurückzukehren. Ihre Mutter lehrte sie, dass sie, wenn sie kocht, an einen besonderen Menschen denken solle. Seitdem glaubt Megumi daran, dass sie auf diese Weise köstliche Gerichte erschaffen kann. Obwohl Megumi eine fähige Köchin ist, kommt sie nicht gut mit Druck zurecht, denn sie leidet unter ihrem enormen Lampenfieber. Weil sie sehr leicht einzuschüchtern ist, macht sie viele einfache Fehler beim Kochen, weshalb sie von vielen Schülern als schwache Köchin angesehen wird. Megumi ist auch bei der Wahl ihrer Worte sehr vorsichtig und stets bemüht, nichts Falsches zu sagen oder zu machen, um die so entstehende Aufmerksamkeit zu vermeiden. Sie hat die Angewohnheit, das Kanji für Person (人) mit ihrem Finger auf ihre Hand zu zeichnen und dann so zu tun, als ob sie es esse, um sich zu beruhigen.

### Takumi Aldini
Takumi Aldini (タクミ・アルディーニ) ist ein Student der Totsuki, der selbsternannte Rivale von Yukihira Soma und auf italienische Küche spezialisiert.
Takumi hat blonde Haare und blaue Augen, des Weiteren hat er einen äußerst guten Geschmack, was Mode angeht, was ihm sogar einen eigenen Fanclub aufgrund seines guten Aussehens einbrachte. In der Schule trägt er die normale Totsuki-Schuluniform und während er kocht eine maßgeschneiderte Uniform aus der Zeit, in der er im Restaurant seines Onkels dem „Trattoria Aldini“ arbeitete, an dessen linken Ärmel der Name des Restaurants angenäht ist. Außerhalb der Schule kleidet sich Takumi jedoch äußerst modisch.
Takumi und sein Bruder sind zur Hälfte italienischer und zur Hälfte japanischer Herkunft und sind in Florenz in Italien bei ihrem Onkel, der der Inhaber des Trattoria Aldini ist, aufgewachsen. Takumi begann das Kochen im Alter von 5 Jahren und wurde von seinem Vater in der italienischen Küche unterwiesen. Takumi war äußerst talentiert und setzte sich mit seinem Bruder das Ziel, die Trattoria Aldini zum besten Restaurant in ganz Italien zu machen. Ihn und seinen Bruder verbindet ein sehr enges Band, so versucht Takumi immer seinem Bruder zu helfen ein besserer Koch zu werden, sogar wenn sie gerade konkurrieren. Das starke Band ist am besten zu erkennen, wenn beide zusammen kochen, da sie sich gegenseitig perfekt ergänzen. Auch ähnelt Takumi Soma, so hasst er Niederlagen und versucht aus jeder etwas zu lernen. Takumi spricht auch fließend Italienisch und ist ein Meister der italienischen Küche, er hat sogar einen Slogan, den er ausspricht, wenn jemand sein Gericht probiert, „buon appetito“ und manchmal auch nur „grazie“. Wie Soma ist Takumi äußerst stolz auf seine Herkunft und ist auch gewillt, den guten Namen seines Restaurants zu verteidigen, egal welche Herausforderung sich ihm stellen mag.

### Hisako Arato
Hisako Arato (新戸 緋沙子) ist eine Studentin, die persönliche Sekretärin Erina auf chinesische, medizinische Mahlzeiten (薬膳 やくぜん, yakuzen) spezialisiert. Hisako hat kurzes schulterlanges pinkes Haar und hellbraune Augen. Meist trägt sie die normale Totsuki Schuluniform, selbst wenn sie sich außerhalb des Schulgeländes befindet, jedoch trägt sie während des Kochens eine einfache weiße Uniform. Hisako trägt außerdem eine Brille, wenn sie am Computer arbeitet.
Hisako ist eine loyale Freundin von Erina und ist immer an ihrer Seite. Als Erinas persönliche Sekretärin hilft sie ihr bei der Organisation ihrer Termine, wodurch Erina sich auf ihre Arbeit konzentrieren kann. Die meisten von Hisakos Ambitionen sind darauf aus Erina zu unterstützen, damit diese an der Spitze der Klasse bleibt. So kümmert sich Hisako oftmals mehr um Erina als um sich selbst, was seit ihrer Kindheit der Fall ist. Sie hat kein Problem damit, immer an Erinas Seite zu bleiben und führt sie auch oft in neues ein; so hatte Erina keine Ahnung von Shōjo Mangas. Wie auch Erina ist Hisako äußerst stur und stolz. Des Weiteren kommt es nicht selten vor, dass Hisako andere Mitschüler zurechtweist, da sie Erina nicht mit dem nötigen Respekt gegenübertreten.

### Alice Nakiri
Alice Nakiri (薙切 アリス) ist eine Studentin des zweiundneunzigsten Jahrgangs der Totsuki, Erina Nakiris Cousine und auf Molekularküche spezialisiert.
Alice hat kurzes silbernes Haar mit einer langen linken Strähne und rote Augen, welche sich von denen anderer weiblicher Charaktere durch mehrere ausgeprägte Merkmale der Iris unterscheiden. Des Weiteren verändern sich ihre Augen immer, wenn sie sich über jemanden lustig macht und nehmen einen cartoonartigen Zeichenstil an. Alice hat nahezu alle körperlichen Merkmale von ihrer Mutter geerbt, weshalb sie ihr in vielerlei Hinsicht ähnelt. Im Gegensatz zu ihren Klassenkameraden trägt Alice keine normale, sondern eine cremefarbene Uniform. Ihre Kochuniform ist eine kurzärmelige weiße Uniform mit roten Ärmeln und einem Kragen.
Als ein Mitglied der renommierten Nakiri-Familie besitzt Alice ein hohes Ansehen aufgrund ihrer Abstammung, jedoch ist sie nicht so eingebildet wie Erina. Alice mag es den Unterschied zwischen ihren Fähigkeiten und denen ihres Gegners zu veranschaulichen, weshalb sie sich gerne mit anderen misst. Als Expertin auf dem Gebiet der Molekularküche schätzt Alice jedoch nicht nur die kulinarischen Aspekte des Kochens, sondern auch die handwerklichen. Um als Koch in der modernen Welt Erfolg zu haben, muss ein Koch beide diese Aspekte auf das höchste Level bringen, was sie in ihren eigenen Gerichten zur Geltung bringt, indem sie die wahre Schönheit ihrer Zutaten in ihren Gerichten widerspiegelt. Anders als ihre Cousine ist Alice jedoch sehr freundlich und gut gelaunt, selbst zu ihren Rivalen spricht sie ganz normal, manchmal nur, um diese zu ärgern, etwas was sie von ihrer Mutter hat. Alice neigt in diversen Situationen oft zum Überreagieren, weshalb sie oft anfängt zu schmollen, wenn sie ihren Willen nicht bekommt. Im Gegensatz zu ihrer Cousine ist Alice jedoch sehr viel moderner und sehr gerissen, so bringt sie Erina oft dazu sich ihrem Willen zu beugen, indem sie umgekehrte Psychologie anwendet. Ebenso wie Erina ist auch Alice fast nie allein anzutreffen, da sie immer von ihrem Kindheitsfreund Ryō begleitet wird, mit dem sie ziemlich herrisch umgeht. Dies und ihre „Stimmungsschwankungen“ sind jedoch nur temporär und nach kurzer Zeit verhält sie sich wieder normal.

### Ryō Kurokiba
Ryō Kurokiba (黒木場 リョウ) ist ein Student der Totsuki und ein enger Freund von Alice Nakiri und auf Meeresgerichte spezialisiert. Er hat einen gut gebauten Körper, des Weiteren hat er einige Merkmale, wie seine bemerkenswerten langen, ungepflegten bräunlich schwarzen Haare, welche sein Gesicht einrahmen. Ryō hat ein insgesamt sehr wildes Aussehen, welches durch seine roten Augen weiter hervorgebracht wird. Meist wird Ryō mit einem eher gleichgültigen Gesichtsausdruck dargestellt, was ihn eher faul aussehen lässt, des Weiteren hat er eine sehr kurze Aufmerksamkeitsspanne, weshalb er meist erst nach einigen Malen auf eine gestellte Frage antwortet, jedoch bleibt er stets aufmerksam, was die Bedürfnisse von Alice betrifft. Dieser gleichgültige Gesichtsausdruck ändert sich jedoch drastisch, wenn Ryō zu kochen beginnt, wobei sein Gesicht auf einmal wesentlich schärfer und heftiger betont wird und keine Gleichgültigkeit mehr zu erkennen ist. Jedoch ändert sich nicht nur Ryōs Aussehen, sondern auch sein Verhalten, so wird er wesentlich einschüchternder als zuvor. Ryō trägt eine normale Totsuki Schuluniform, bei der er die Jacke offen trägt. Des Weiteren trägt er eine Krawatte und ein dunkles Tank-Top unter seiner Uniform, sowie Armbänder an seinen Handgelenken. Wie Soma besitzt Ryō eine Kopfbedeckung mit einer Signatur, welche er beim Kochen aufsetzt. Trägt Ryō diese Kopfbedeckung nicht, ist sie um sein rechtes Handgelenk gebunden. Im Vergleich zu der Zeit, bevor Ryō ein Student der Totsuki war, hat sich nicht viel an seinem Aussehen geändert, so war nur sein Haar als Kind kürzer als sein Haar als Student, jedoch hatte er schon damals sein Bandana. Ryō ist nicht schüchtern und hat keine Probleme damit, seine Meinung vor anderen zu verteidigen, selbst wenn diese Person Alice ist, jedoch spricht Ryō nur, wenn es vonnöten ist oder er mit Alice allein ist. Dabei ist seine Ausdrucksweise eher einfach und langsam. Aufgrund der in seiner Jugend aufgebauten Bindung zu Alice leistet Ryō ihren Anfragen Gehorsam und schützt sie vor jeder Art von Bedrohung. Laut Alice hat Ryō einen starken Antrieb in Wettkämpfen alles zu geben, da Köche, die nichts taugten, aus der Kneipe, in der er als Kind arbeitete, herausgeworfen wurden. Des Weiteren sind für Ryō alle Küchen ein Schlachtfeld, auf dem die Köche ihre Fertigkeiten und ihre Macht durch ihre Gerichte zur Schau stellen. Dies ist auch der Grund, weshalb er Verbindungen unter Köchen verabscheut, da diese „weichen Gefühle“ seiner Meinung nach die wahren Fähigkeiten eines Küchenchefs unterdrücken. Ryō erkennt jedoch Köche an, die sich mit diesem Stil bewiesen haben, weshalb er Megumi nach dem Shokugeki, das er mit ihr bestreitet, anerkennt. Das Einzige, was für Ryō von Bedeutung ist, ist, dass der Gast eingesteht, dass sein Gericht schmeckt. Seine neue Persönlichkeit, die er beim Kochen entfesselt, ist wesentlich wilder und ungezähmter als sein normales Verhalten, sie ähnelt dem eines wilden Tieres und bekam von Alice den Namen „Berserker-Modus“. Auch seine Mimik wird wesentlich wilder und schüchtert manche sogar mit einem einzigen Blick ein, des Weiteren verändert sich auch seine Ausdrucksweise und er beginnt wesentlich aggressiver zu reden, als er es für gewöhnlich tut. Schon in seiner Jugend konnte er mit dieser Persönlichkeit selbst die unerschrockensten Seeleute einschüchtern. Wird ihm jedoch sein Bandana abgenommen, kehrt er sofort wieder zu seiner üblichen Persönlichkeit zurück, selbst wenn dies mitten in einem Satz der Fall ist. Ryō ist sich dieser weiteren Persönlichkeit bewusst, behält jedoch unabhängig von seiner jeweiligen Persönlichkeit seine wilden Triebe, die es ihm erlauben ein „Meister der Meeresfrüchte“ zu sein, sobald er zu kochen beginnt.

### Jōichirō Yukihira
Yukihira Jōichirō (幸平 城一郎) ist 38 Jahre alt, Yukihira Sōmas Vater und der Besitzer des Restaurants Yukihira. Jōichirō hat langes dunkles zurückgekämmtes Haar, wobei eine einzelne Strähne vorne über sein Gesicht bis nach unten zu seinem Kinn hängt. Seine Augen sind ernster als die von Sōma und er hat einen leichten Bart am Kinn. Wie sein Sohn ist Jōichirō gelassen, hat aber auch eine professionelle und ernste Seite, die zum Vorschein kommt, wenn er kocht. Seine Leidenschaft für das Kochen kennt keine Grenzen und seine Fähigkeiten sind weltberühmt, er kocht so gut, dass ein überzeugter Hohepriester den Praktiken sowie Überzeugungen seiner Religion nicht zu gehorchen vermochte, da er sonst nicht das Essen von Jōichirō hätte essen dürfen.

### Isami Aldini
Isami Aldini (イサミ・アルディーニ) ist ein Student der Totsuki und der jüngere Bruder von Takumi Aldini. Isami ist mollig und groß, sogar größer als sein älterer Bruder Takumi, er hat schwarzes, sehr stacheliges nach hinten gekämmtes Haar und sehr zeichentrick-angehauchte kleine Augen. Des Weiteren hat Isami Zähne, welchen Haifischzähnen stark ähneln, was zu erkennen ist, wenn er lächelt oder lacht. Kocht Isami, ist er äußerst ernst, seine Augen werden komplett weiß und sein Gesicht nimmt einen dunkleren Farbton an.
Im Laufe der Sommerferien vor den 43. Totsuki Herbstwahlen verliert Isami eine enorme Menge an Gewicht, wodurch seine Augen zum Vorschein kommen. Nach dem Abnehmen ähnelt Isamis Aussehen dem seines Bruders Takumi, was ihre gleiche Abstammung gut darstellt.
Isamis Haar ist immer noch so wie vor seinem enormen Gewichtsverlust, jedoch sind seine Augen nun geöffnet und weisen einen wesentlich schärferen Stil als zuvor auf, des Weiteren sind seine Haifischzähne nicht mehr zu sehen. Isami hat blaue Augen wie sein Bruder Takumi, was nach dem Gewichtsverlust zu sehen ist. Nach Takumi gewinnt Isami im Winter immer an Gewicht dazu und verliert es im Sommer dann wieder. Im Gegensatz zu seinem eher feurigen Bruder ist Isami eher ruhig, friedlich und sehr gelassen gegenüber anderen, allerdings hat Isami die gleiche feurige Leidenschaft in sich wie sein Bruder, wenn es zum Kochen kommt. Hinter Isamis glücklichen Verhalten steckt in der Regel ein großer innerer Schmerz aus seiner Kindheit, denn obwohl er in nahezu jeder Hinsicht seinem Bruder Takumi in allem überlegen ist, so ist Isami im Kochen (dem für Isami wichtigsten Gebiet) Takumi unterlegen, wodurch sich in ihm der Wunsch bildete seinen Bruder zu übertreffen. Dies erreicht Isami jedoch nicht, weshalb sich ein starker Minderwertigkeitskomplex in seiner Kindheit entwickelt. Jedoch bekam Takumi dies mit und versicherte Isami, dass er ihn als guten Koch benötige, um ein guter Koch zu sein, worauf sie sich das Versprechen gaben, das „Trattoria Aldini“ zum besten Restaurant in ganz Italien zu machen. Auch neigt Isami dazu über seinen Bruder Takumi zu lachen, wenn dieser mal wieder von Mitschülern missverstanden wird, des Weiteren liebt es Isami seinen Bruder, wenn sie gemeinsam kochen oder Karten spielen, zu ärgern. Insgesamt hat Isami eine sehr starke Bindung an seinen Bruder Takumi und tut alles, um seinen Bruder zu unterstützen, wenn sie etwas gemeinsam machen, dies ist vor allem beim gemeinsamen Kochen zu sehen, indem sie ein perfektes Team bilden.

### Ikumi Mito
Ikumi (水戸 郁魅) ist eine Studentin der Totsuki und auch wegen ihrer Spezialisierung auf Fleischgerichte unter dem Namen „Meat Master“ (ミートマスター) unter ihren Mitschülern bekannt. Ikumi hat kurze blonde Haare, türkisfarbene Augen (im Anime hat sie grüne Augen) und hat eine gebräunte Haut.
Im Gegensatz zum Rest der Studenten, die normalerweise Totsuki-Uniformen tragen, trägt Ikumi die modifizierte Sommer-Totsuki-Uniform sowie ein Halsband. Ihre Kochkleidung besteht aus einem Bikini-Top, kurzen Shorts, zwei Lederarmbändern. Sie stammt aus einem einflussreichen Haus, der Mito-Familie, welche in der Fleischindustrie hoch geschätzt werden. Als Tochter aus einem so noblen Haus stellt sie ihre Fähigkeiten und ihren Status vor denjenigen, welche nicht ihrem Stand entsprechen, zur Schau. Sie hat eine sehr feurige, kämpferische Persönlichkeit und verweist sehr stolz auf ihre bemerkenswerten Fähigkeiten als Köchin und Fleischexpertin. Ikumi ist ein starkes und eigenständiges Individuum, was sie von ihrem Vater hat, der sie schon in einem sehr frühen Alter darauf aufmerksam machte, dass das Mito-Unternehmen einen starken Nachfolger brauchen wird und kein kleines Mädchen. Hinter ihrer harten Schale steckt jedoch ein weicher Kern, was nach dem Essen von Sōmas Schaljapin-Steak zu sehen ist, nach dessen Verzehr sie zu ihrem früheren Ich zurück findet und nicht mehr auf andere herab blickt. Nach dem verlorenen Shokugeki gegen Sōma ändert sich ihr Verhalten und sie wird wesentlich freundlicher gegenüber ihren Mitschülern, vor allem jedoch gegenüber Sōma. Auch wird sie nach dem Shokugeki gegen Soma des Öfteren Nikumi genannt, was ein Spitzname ist (Nikumi ist ein Wortspiel aus ihrem Namen und dem japanischen Wort niku, 肉, was Fleisch bedeutet; in Hiragana geschrieben bedeutet „nikumi“, にくみ, allerdings „verhasst“, womit Sōma sie nach dem Kochduell aufzieht.), den Soma ihr nach dem Shokugeki gab. Anfangs missfällt Ikumi dieser Spitzname, jedoch ändert sich dies schnell, als Sōma meint, dass „Nikumi“ süß klinge, worauf alle, die Ikumi nahe stehen, die Erlaubnis haben sie Nikumi zu nennen. Diese besonderen Personen sind unter anderem Sōma und die Mädchen aus dem Wohnheim „Polarstern“. Nach dem Shokugeki gegen Sōma ist Ikumi leicht in Sōma verliebt, jedoch viel zu schüchtern, um dies zuzugeben. Dies ist gut zu sehen, als Sōma sie darum bittet, ihm dabei zu helfen, ein neues Rezept zu erstellen und sie ohne große Widerworte zustimmt, oder als Ikumi eifersüchtig auf Sōmas Kindheitsfreundin ist, da diese die Zweisamkeit mit Sōma stört. Jedoch bietet sie trotzdem immer all ihr Wissen und ihre Fähigkeiten auf, um Sōma bei seinen Problemen zu unterstützen, auch wenn sie dabei nie alleine sind.

## Veröffentlichung
Idee und Szenario des Manga stammen von Yūto Tsukuda, die Zeichnungen von Shun Saeki. Ein Pilotkapitel erschien am 28. April 2012 in der Frühlingsausgabe des Manga-Magazins Shōnen Jump Next! des Verlags Shūeisha. Vom 26. November 2012 (Ausgabe 52/2012) bis 17. Juni 2019 (Ausgabe 29/2019) wird das Werk regulär im Manga-Magazin Weekly Shōnen Jump veröffentlicht. Bisher wurden die Einzelkapitel in 35 Sammelbänden (Tankōbon) zusammengefasst. Bis Mai 2018 wurden von der Reihe mehr als 14 Millionen Exemplare verkauft.
Auf Deutsch erschien der Manga ab März 2016 bei Carlsen Manga. Band 1 bis 10, Band 11 bis 20 sowie Band 21 bis 30 wurden auch in Sammelschubern veröffentlicht. Im Februar 2022 wurde die deutsche Fassung mit dem 36. band abgeschlossen. Der Manga wurde im November 2013 in den USA von Viz Media lizenziert und wird auch in Frankreich bei Tonkam verlegt sowie in Taiwan bei Tong Li.
Ein Spin-off namens Shokugeki no Sōma: L’etoile (食戟のソーマ L'etoile-エトワール-) erscheint seit dem 20. Februar 2015 als Webmanga auf der Website Shōnen Jump+. Dieser wird von Michiko Itō getextet und von Taiki Asatoki gezeichnet. In diesem ist der Protagonist Kojirō Shinomiya, ein Spitzenkoch der französischen Küche, und behandelt dessen Schwierigkeiten als Nichtfranzose in der französischen Kochszene Fuß zu fassen und akzeptiert zu werden.

## Adaptionen

### Hörspiel
Im Juli 2013 lief im Segment Vomic (Kofferwort aus voice und comic) der Sendung Sakiyomi Jum-Bang! auf TV Tokyo, in dem Manga von Shūeisha als „gesprochener Comic“ vorgestellt werden, ein Hörspiel zu Shokugeki no Sōma in vier Teilen.

### Light Novel
Michiko Itō adaptierte den Manga als Light Novel unter dem Titel Shokugeki no Sōma – a la carte (食戟のソーマ 〜a la carte〜) mit Illustrationen von Shun Saeki. Seit dem 4. Februar 2014 erschienen bisher (Stand: Juni 2015) drei Bände.

### Anime
Das Animationsstudio J.C.Staff adaptiert den Manga unter der Regie von Yoshitomo Yonetani, Hauptautor war Shogo Yasukawa. Die künstlerische Leitung lag bei Kōichirō Bizen und das Charakterdesign stammt von Tomoyuki Shitaya. Die erste Staffel mit 24 Folgen und wurde vom 4. April bis 26. September 2015 nach Mitternacht (und damit am vorigen Fernsehtag) auf TBS ausgestrahlt sowie mit einigen Minuten Versatz auch auf Mainichi Hōsō und CBC, einen Tag Versatz auf BS-TBS und wenige Tage später auf Animax. Die Folgen wurde zwischen dem 29. Juli 2015 und 24. Februar 2016 auf acht DVDs und Blu-rays veröffentlicht.
Am 10. Dezember 2015 wurde zum dreijährigen Jubiläum des Mangas eine zweite Staffel auf dem Cover des Shonen-Jump-Magazins angekündigt. Diese zweite Staffel, Shokugeki no Sōma: Ni no Sara (食戟のソーマ 弍の皿), mit weiteren 13 Folgen lief vom 2. Juli bis 24. September 2016 auf Tokyo MX, sowie mit Versatz auch auf Mainichi Hōsō und BS11. Am 4. Oktober 2017 (bzw. am vorigen Fernsehtag) startete auf Tokyo MX die dritte Staffel Shokugeki no Sōma: San no Sara (食戟のソーマ 餐ノ皿), sowie je am Folgetag auch auf BS11. Am 25. Juni 2018 war die Staffel mit 24 Folgen abgeschlossen. Unter dem Titel Shokugeki no Sōma: Shin no Sara (食戟のソーマ 神ノ皿) folgte vom 12. Oktober bis 28. Dezember 2019 eine vierte Staffel mit 12 Folgen. Die fünfte Staffel startete am 11. April 2020 und musste wegen der Covid-19-Pandemie unterbrochen werden.
Crunchyroll streamte alle Staffeln parallel zur japanischen Ausstrahlung als Simulcast in Nord- und Südamerika, dem Nahen Osten, Südafrika, Australien und Neuseeland sowie Europa (ausgenommen der französischsprachigen Teile) mit deutschen, englischen, portugiesischen und spanischen Untertiteln als Food Wars! Shokugeki no Soma beziehungsweise Food Wars! The Second Plate, Food Wars! The Third Plate etc. Am 20. Dezember 2015 gab der Publisher Kazé Deutschland bekannt, dass man sich die Rechte an dem Anime gesichert habe. Die erste Staffel erschien zwischen November 2016 und Juni 2017 mit einem Sammelschuber auf DVD und Blu-ray. Crunchyroll und Anime on Demand zeigen die ersten drei Staffeln der Serie mit deutscher Synchronisation als Stream.

#### Synchronisation
| Rolle             | japanischer Sprecher (Seiyū) | japanischer Sprecher (Seiyū)                          | Synchronsprecher/in     |
| Rolle             | Hörspiel                     | Anime                                                 | Anime                   |
| ----------------- | ---------------------------- | ----------------------------------------------------- | ----------------------- |
| Sōma Yukihira     | Yūki Ono                     | Yoshitsugu Matsuoka                                   | Raúl Richter            |
| Erina Nakiri      | Mai Nakahara                 | Risa Taneda (Staffel 1–2) Hisako Kanemoto (Staffel 3) | Jana Kilka              |
| Megumi Tadokoro   | –                            | Minami Takahashi                                      | Ela Paul                |
| Yuki Yoshino      | –                            | Maaya Uchida                                          | Jamie Lee Blank         |
| Ryōko Sakaki      | –                            | Ai Kayano                                             | Corinna Dorenkamp       |
| Satoshi Isshiki   | –                            | Takahiro Sakurai                                      | Louis Friedemann Thiele |
| Takumi Aldini     | –                            | Natsuki Hanae                                         | Konrad Bösherz          |
| Isami Aldini      | –                            | Yūki Ono                                              | Marco Sven Reinbold     |
| Alice Nakiri      | –                            | Chinatsu Akasaki                                      | Fabienne Hesse          |
| Ryo Kurokiba      | –                            | Nobuhiko Okamoto                                      | René Dawn-Claude        |
| Akira Hayama      | –                            | Jun’ichi Suwabe                                       | Arne Obermeyer          |
| Ikumi Mito        | –                            | Shizuka Ishigami                                      | Birte Baumgardt         |
| Zenji Marui       | –                            | Yūsuke Kobayashi                                      | Felix Mayer             |
| Shōji Satō        | –                            | Kengo Kawanishi                                       | Dennis Saemann          |
| Daigo Aoki        | –                            | Jun'ichi Yanagita                                     | David Schulze           |
| Shun Ibusaki      | –                            | Taishi Murata                                         | Stefan Naas             |
| Hisako Arato      | –                            | Saori Oonishi                                         | Rieke Werner            |
| Jōichirō Yukihira | –                            | Rikiya Koyama                                         | Tobias Brecklinghaus    |
| Fumio Daimidō     | –                            | Mari Yokoo                                            | Inga Sibylle Kuhne      |
| Sanzaemon Nakiri  | –                            | Banjō Ginga                                           | Rolf Berg               |
| Jun Shiomi        | –                            | Mikako Takahashi                                      | Annette Potempa         |
| Nao Sadatsuka     | –                            | Saori Gotō                                            | Mayke Dähn              |
| Kan’ishi Konishi  | –                            | Shinji Kawada                                         | Benedikt Hahn           |
| Urara Kawashima   | –                            | Rina Hidaka                                           | Samira Jakobs           |
| Mayumi Kurase     | –                            | Ai Kakuma                                             | Meri Dogan              |